# Gaio Vibio Pansa
Gaio Vibio Pansa Cetroniano (in latino Gaius Vibius Pansa Caetronianus; Roma, 91/89 a.C. – Bologna, 23 aprile 43 a.C.) è stato un politico romano, tribuno della plebe nel 51 a.C. e console della Roma repubblicana nel 43 a.C..

## Biografia

### Dalla Guerra civile alla morte di Cesare
Il console Gaio Vibio Pansa Caetroniano nacque a Roma; era stato ferito durante la battaglia di Forum Gallorum nell'aprile del 43 a.C. nel corso del conflitto che va sotto il nome di Guerra di Modena. Portato a Bologna per essere curato, morì alcuni giorni dopo, il 23 aprile del 43 a.C. La sua morte, sopravvenuta a pochi giorni da quella, in battaglia, dell'altro console Irzio, spianò la strada alla presa del potere di Ottaviano. Per questo motivo la sua morte è considerata da molte fonti sospetta.
Fu eletto tribuno della plebe nel 51 a.C. e durante la Guerra civile tra Cesare e Pompeo (49 a.C.) si schierò a favore di Cesare e dei suoi sostenitori politici contro Pompeo, che spalleggiava con le sue legioni la fazione opposta, gli Ottimati o Optimates.
Morto Cesare il 15 marzo del 44 a.C., si schierò a favore del partito repubblicano, che sosteneva il Senato, ottenendo l'anno successivo la nomina di console, che ricoprì assieme ad Aulo Irzio, un tempo legato di Cesare. Egli ebbe tre figli Quinto, Marco e Lucilla, entrambi uccisi in tenera età, Marcus di tre anni e Lucilla ad un anno. Quinto Vibio chiamato Serio, per il suo comportamento, sempre serio e ligio, nel dovere e nell'onore, nacque a Roma il 18 febbraio del 66 a.C.

### Spedizione contro Antonio
A metà del mese di marzo dello stesso anno della nomina a console il Senato inviò Pansa ed Irzio a combattere Marco Antonio, che si preparava ad assediare Modena, dove si era recato Decimo Bruto, governatore della provincia della Gallia Cisalpina, sulla quale Antonio aveva avanzato pretese. A seguito di due battaglie sanguinosissime (Forum Gallorum e Modena) si sarebbe giunti a un accordo tra Marco Antonio ed Ottaviano, il primo avrebbe ottenuto di costituire insieme a Lepido ed Ottaviano stesso, il secondo triunvirato, il secondo, togliendo di mezzo i due consoli Aulo Irzio, e Gaio Pansa, avrebbe ottenuto il potere assoluto, visto che entrambi i consoli, volevano portare a termine gli ideali di Cesare.
Combattendo, Pansa subì delle ferite a seguito delle quali fu trasportato a Bologna, mentre il console Irzio morì il 21 aprile, nella battaglia di Modena ucciso a tradimento, a quanto pare su mandato di Ottaviano. Due giorni dopo morì anche il console Pansa, pugnalato non si sa se per mano di Ottaviano o di suoi sicari.
Dopo la sua morte, gli vennero conferiti tutti gli onori di console durante il funerale, dopo il quale fu sepolto a Roma in Campo Marzio, a nord del Teatro di Pompeo, dove vennero ritrovate un'iscrizione dedicatoria e quella funeraria.

## Teorie sulla morte del console
Assieme ai due consoli Pansa ed Irzio era partito l'emergente Ottaviano, che era accompagnato dalle legioni che aveva arruolato. Secondo alcune teorie egli non fu soddisfatto dei riconoscimenti che gli erano stati concessi dal Senato e, volendo dimostrare a Cicerone, che lo aveva sostenuto pur sottovalutandolo, tutta la sua ambizione, avrebbe ucciso combattendo Irzio il 21 aprile e poi Pansa il 23 dello stesso mese, per poter ambire alla carica di console.
Pansa non sarebbe morto per l'avvelenamento causato dal medico Glicone, tutt'altro, questi lo rispettava ed ammirava il console, non voleva affatto la sua morte, ma come detto precedentemente, fu ucciso, mentre era adagiato sul suo letto nella sua tenda, da Ottaviano. Dopo aver commesso il delitto Ottaviano, ebbe il tempo di nascondere il suo pugnale tra le sue vesti, un attimo prima che rientrasse il medico. Ottaviano, accusò subito Glicone, il medico del console, di averlo ucciso. Lo fece arrestare con l'intento di giustiziarlo, ma poi con una farsa e falsa magnanimità liberato e successivamente sotto torture ucciso. Ottaviano, il 19 agosto del 43 a.C. venne eletto console.